# Commissum nobis (bulle)
Commissum Nobis (en français : Il nous est confié) est une bulle du pape Urbain VIII du 22 avril 1639, contre la réduction en esclavage des populations indigènes sous autorité du pouvoir colonial portugais.  

## Contenu
S'adressant au collecteur de la Chambre apostolique au Portugal - à la demande des Jésuites missionnaires du Paraguay et du Brésil - le pape demande que soient excommuniés ceux qui réduisent en esclavage les populations indigènes, en se référant aux condamnations antérieures du pape Paul III (Veritas ipsa, Sublimis Deus). 

Soulignant d'entrée que comme pasteur universel son attention pastorale se tourne également vers les populations non-chrétiennes le pape Urbain VIII interdit : 

« d'asservir les Indiens de l'Ouest ou du Sud, de les acheter, vendre, donner ou échanger, de les séparer de leurs femmes et enfants, de les dépouiller de leurs biens, de les transporter d'un endroit à l'autre, et en aucun cas les priver de leur liberté, de les garder dans l'esclavage, d'encourager ceux qui font ces choses, d'affirmer ou prêcher que cela est permis, ou de coopérer en aucune façon à ces actions. »

## Conséquences
La bulle, écrite en 1639, fut publiée au Brésil en 1640. Suscitant la colère des pouvoirs locaux elle contribua à une opposition coloniale croissance vis-à-vis des Jésuites et de leur travail missionnaire parmi les Guaranis.